# Mercurol-Veaunes
Mercurol-Veaunes község Franciaország Auvergne-Rhône-Alpes régiójában, Drôme megyében. Új községként 2016. január 1-jén jött létre Mercurol és Veaunes község egyesítésével. Lakosainak száma 2828 fő (2022. január 1.).

## Népesség
| Lakosok száma | 2664 | 2706 | 2732 | 2807 | 2841 | 2828 |
|               | 2017 | 2018 | 2019 | 2020 | 2021 | 2022 |